# Єлюй Цзунчжень
Єлюй Цзунчжень (кит.: 耶律宗真; піньїнь: Yelü Zongzhen), храмове ім'я Сін-цзун (спрощ.: 辽兴; кит. трад.: 遼興; піньїнь: Xingzong; 3 квітня 1016 — 28 серпня 1055) — сьомий імператор династії Ляо. Його правління стало початком кінця держави Ляо. Єлюй Цзунчжень був малоактивним правителем і багато рішень приймав під впливом придворних жінок.
Був як розумово розвинений, так і фізично, високий на зріст, з хорошим характером. Любив стрільбу з лука, книги й різного роду ігри, про які знав дуже багато. Намагався реформувати державу.

## Життєпис
Був старшим сином Єлюй Лунсюя. 1021 у шестирічному віці був оголошений спадкоємцем престолу. Коли 1031 року його батько помер, Єлюй Цзунчжень успадкував трон.
За його правління імперський уряд був поглинутий тотальною корупцією, тому й армія почала розпадатись. Єлюй Цзунчжень неодноразово здійснював напади на Західну Ся, а також вів війну проти Сун. Його піддані не підтримували настільки часті війни, тому серед них почались заворушення, в тому числі й проти високих податків. Незважаючи на те, що імператор регулярно досягав збільшення данини, що її сплачувала Сун, він зазнав невдачі у вторгненні до Західної Ся.
Єлюй Цзунчжень був прихильником буддизму. 1054 року він наказав відлити срібну статую Будди для храму Кайтайси.
У липні 1055 року Сін-цзун вирушив у гори Цюшань. У серпні він захворів, призначивши спадкоємцем свого сина Єлюй Хунцзі. 28 серпня того ж року імператор помер.

## Девізи правління
- Цзінфу (景福) 1031—1032
- Чунсі (重熙) 1032—1055